# Ibadan
Ibadan è la seconda città della Nigeria per popolazione, e la capitale dello stato di Oyo. Ha una popolazione di circa 3.600.000 abitanti. Le industrie locali includono quelle agro-alimentari e le manifatture del tabacco.

## Storia
Ibadan fu fondata dagli Yoruba nel 1750. Divenne un quartier generale militare Yoruba nel 1829 e finì sotto il controllo britannico nel 1893 come parte del Protettorato del Delta del Niger.
Fu la sede della prima università nigeriana, l'Università di Ibadan che fu fondata nel 1948 come sede distaccata dell'Università di Londra. Vicino ad essa si trova l'International Institute for Tropical Agriculture.

## Luoghi di interesse
Ibadan ha uno stadio della capacità di 40.000 spettatori e una squadra di calcio professionista, la 3SC Footbal club. Originari della città sono i calciatori Mutiu Adepoju e Peter Olayinka.
Le maggiori industrie della zona sono la Afprint Nig, Africola, Globacom, NTC Ibadan, Nigeria breweries, Coca Cola breweries, Nigeria Tobacco Company, West Africa Print.
Tra le stazioni televisive e radiofoniche, le maggiori sono NTA Ibadan, Galaxy Television Ibadan, Oyo state Television, Bcos, Fm Ibadan, Radio Nigeria Ibadan.
A Ibadan è stata ultimamente fondata una nuova università, la City University Ibadan.
Ibadan ha un aeroporto internazionale ed è collegata attraverso il servizio ferroviario con Lagos e con Kano.

## Amministrazione

### Gemellaggi
- Cleveland